# Aldona Nenėnienė
Aldona Nenėnienė (* 13. Oktober 1949 in Daugirdai, Sowjetunion als Aldona Česaitytė; † 3. April 1999 in Kaunas, Litauen) war eine litauische Handballspielerin, die an den Olympischen Spielen 1976 und an den Olympischen Spielen 1980 teilnahm.

## Karriere
Nenėnienė lief zwischen 1971 und 1982 für Žalgiris Kaunas auf. Sie gewann 1970, 1973, 1974, 1975, 1976, 1978 und 1980 die Meisterschaft der Litauischen Sozialistischen Sowjetrepublik. Weiterhin gewann Nenėnienė mit Žalgiris Kaunas im Jahr 1978 den sowjetischen Pokal und wurde im selben Jahr sowjetische Vizemeisterin.
Nenėnienė gewann mit der sowjetischen Nationalmannschaft die Goldmedaille bei den Olympischen Spielen 1976 und bei den Olympischen Spielen 1980. Weiterhin belegte sie mit der sowjetischen Auswahl den zweiten Platz bei der Weltmeisterschaft 1975 sowie den zweiten Platz bei der Weltmeisterschaft 1978.